# 2020年FIVB女子バレーボールネーションズリーグ
2020年FIVB女子バレーボールネーションズリーグは、2020年に開催される予定だった大会で、FIVBバレーボールネーションズリーグの第3回女子大会となる予定だった。新型コロナウイルス(COVID-19)感染症の流行により中止となった。

## 大会中止までの出来事
2019年9月13日、当年度の男女大会の開催についてFIVBから発表され、ラウンドロビンラウンドの出場チームと開催国について発表された。
2020年3月13日、FIVBより新型コロナウイルス(COVID-19)感染症の流行を受けての大会イベントの日程変更について発表され、当年度ネーションズリーグの延期も発表された。
そして、2020年5月8日、当年度大会の中止が発表された。同時に、2021年度大会の決勝ラウンド開催国をそのまま 中国とし、当年度大会で初めてエントリーとなった カナダもそのまま2021年度大会に出場することとなった。

## 参加予定だったチーム
出場チームは以下のように発表されていた。2021年度大会にこの16チームがそのまま出場する予定である。
| チーム種別           | チーム         | 前回成績 | 前回成績 | 備考                           |
| チーム種別           | チーム         | 予選R    | 最終     | 備考                           |
| -------------------- | -------------- | -------- | -------- | ------------------------------ |
| コアチーム           | アメリカ合衆国 | 2位      | 優勝     |                                |
| コアチーム           | ブラジル       | 3位      | 準決勝   |                                |
| コアチーム           | 中華人民共和国 | 1位      | 3位      |                                |
| コアチーム           | トルコ         | 5位      | 4位      |                                |
| コアチーム           | イタリア       | 4位      | 6位      |                                |
| コアチーム           | 日本           | 9位      | 9位      |                                |
| コアチーム           | ドイツ         | 10位     | 10位     |                                |
| コアチーム           | オランダ       | 11位     | 11位     |                                |
| コアチーム           | タイ           | 12位     | 12位     |                                |
| コアチーム           | セルビア       | 13位     | 13位     |                                |
| コアチーム           | ロシア         | 14位     | 14位     |                                |
| コアチーム           | 韓国           | 15位     | 15位     |                                |
| チャレンジャーチーム | ポーランド     | 6位      | 5位      |                                |
| チャレンジャーチーム | ベルギー       | 7位      | 7位      |                                |
| チャレンジャーチーム | ドミニカ共和国 | 8位      | 8位      |                                |
| チャレンジャーチーム | カナダ         | -        | -        | 2019年チャレンジャーカップ優勝 |

## 大会方式
ラウンドロビンラウンドと決勝ラウンドの2段階方式で行われる予定だった。
ラウンドロビンラウンド
出場16チームによる1回戦総当たり（ラウンドロビン方式）で行う。5週に渡って行い、各週4チームずつ4プールに分かれ、それぞれのプールで1回戦総当たりを行う。5週合わせて16チームが1回戦総当たりとなる形式で行う。決勝ラウンド開催国とそれ以外の上位5チームが決勝ラウンドに進出する。
決勝ラウンド
出場6チームが3チームずつの2グループに分かれて1回戦総当たりを行い、各グループ上位2チームが準決勝に進出しメダルを争う。

## 開催予定だった日程
ラウンドロビンラウンドの日程の概要が以下のように発表されていた。
| 5月19日 - 21日 | プール1 ブラジル クイアバ                           | プール2 オランダ アペルドールン           | プール3 イタリア モンティキアーリ                     | プール4 中国 寧波市                                   |
| 5月19日 - 21日 | ブラジル · アメリカ合衆国 · カナダ · ドミニカ共和国 | オランダ · ドイツ · ロシア · ベルギー     | イタリア · セルビア · トルコ · ポーランド             | 中華人民共和国 · 日本 · 韓国 · タイ                   |
| 5月26日 - 28日 | プール5 ベルギー ブリュッセル                       | プール6 中国 天津市                       | プール7 ブラジル ブラジリア                           | プール8 セルビア ニシュ                               |
| 5月26日 - 28日 | ベルギー · 韓国 · ポーランド · ドミニカ共和国       | 中華人民共和国 · ドイツ · トルコ · カナダ | ブラジル · イタリア · 日本 · ロシア                   | セルビア · オランダ · タイ · アメリカ合衆国           |
| 6月2日 - 4日   | プール9 カナダ オタワ                               | プール10 トルコ アンカラ                  | プール11 中国 マカオ                                  | プール12 ドイツ ロストック                            |
| 6月2日 - 4日   | カナダ · オランダ · 日本 · ポーランド               | トルコ · タイ · ロシア · ドミニカ共和国   | 中華人民共和国 · ブラジル · セルビア · ベルギー       | ドイツ · イタリア · 韓国 · アメリカ合衆国             |
| 6月9日 - 11日  | プール13 アメリカ合衆国 ウィチタ                    | プール14 ロシア ウファ                    | プール15 ポーランド （未定）                          | プール16 香港                                         |
| 6月9日 - 11日  | アメリカ合衆国 · トルコ · 日本 · ベルギー           | ロシア · 韓国 · セルビア · カナダ         | ポーランド · ドイツ · タイ · ブラジル                 | 中華人民共和国 · イタリア · オランダ · ドミニカ共和国 |
| 6月16日 - 18日 | プール17 タイ プーケット                            | プール18 韓国 ソウル                      | プール19 中国 江門市                                  | プール20 日本 富山市                                  |
| 6月16日 - 18日 | タイ · イタリア · ベルギー · カナダ                 | 韓国 · ブラジル · オランダ · トルコ       | 中華人民共和国 · ロシア · アメリカ合衆国 · ポーランド | 日本 · ドイツ · セルビア · ドミニカ共和国             |